# Mario Primorac
Mario Primorac (Zavidovići, 3 ottobre 1961) è un ex cestista e allenatore di pallacanestro bosniaco di etnia croata, fino al 1992 jugoslavo.

## Carriera
Con la Jugoslavia ha disputato i Campionati europei del 1989.
Con la Bosnia ed Erzegovina ha disputato i Campionati europei del 1993.

## Palmarès
- YUBA liga: 1

Bosna: 1982-83
- Coppa di Jugoslavia: 1

Bosna: 1984
- Coppa d'Austria: 1

Oberwart Gunners: 1999